# Pachycondyla leeuwenhoeki
Pachycondyla leeuwenhoeki is een mierensoort uit de onderfamilie van de Ponerinae. De wetenschappelijke naam van de soort is voor het eerst geldig gepubliceerd in 1886 door Forel.